# Tân Lập, Lạc Sơn
Tân Lập là một xã thuộc huyện Lạc Sơn, tỉnh Hòa Bình, Việt Nam.
Xã Tân Lập có diện tích 14,75 km², dân số năm 1999 là 7253 người, mật độ dân số đạt 492 người/km².
Xóm Lâu Kỵ được sáp nhập từ xóm Kỵ và xóm Lâu vào năm 2019